# Ergostérol
L'ergostérol (ou provitamine D2), est un stérol cristallin de formule brute C28H44O, que l'on retrouve chez la plupart des mycètes et chez certains protozoaires. Il est présent au niveau des membranes cellulaires, où il joue un rôle similaire à celui du cholestérol chez les animaux, dont la synthèse de vitamine D sous l'effet des rayonnements ultraviolets.
L'ergostérol, absent des animaux mais fondamental pour les mycètes, est au cœur du mode d’action de nombreux fongicides, comme l'amphotéricine B.

## Histoire
L'ergostérol a été isolé pour la première fois en 1889 à partir de l'ergot de seigle (Claviceps purpurea) par le pharmacien et chimiste français Charles Joseph Tanret, qui l'a décrit comme un nouveau composé stéroïdien. Pendant plus d'un siècle, il a été considéré comme le stérol fongique par excellence, en raison de sa présence dominante dans les champignons des phylums Ascomycota et Basidiomycota.
Cependant, des études plus récentes ont révélé une diversité bien plus grande des stérols fongiques. L'analyse phylogénétique moderne a montré que les premiers champignons produisaient principalement du cholestérol et d'autres stérols Δ5, tandis que l'ergostérol est apparu plus tard dans l'évolution fongique. Cette découverte a remis en question l'utilisation de l'ergostérol comme marqueur universel de la biomasse fongique, notamment pour des groupes comme les Glomeromycota, qui produisent plutôt du 24-éthyl cholestérol.
L'évolution de la biosynthèse de l'ergostérol semble avoir suivi une progression graduelle, avec l'apparition successive de modifications structurales comme la méthylation en C-24 et l'insertion de doubles liaisons spécifiques. Ces changements ont probablement été favorisés par des pressions sélectives, bien que leur avantage fonctionnel par rapport au cholestérol reste encore mal compris.

## Fonctions biologiques

### Chez les mycètes
L'ergostérol est un constituant clé des membranes cellulaires de la plupart des mycètes, où il joue un rôle analogue à celui du cholestérol dans les cellules animales. Il assure la stabilité et la fluidité des membranes, et sert de précurseurs à divers composés biologiques, notamment la vitamine D2 (ergocalciférol) qui est produite sous l'effet de la lumière ultraviolette, pareillement à la conversion du cholestérol en vitamine D3 (cholécalciférol).
L'ergostérol n'est pas universellement présent chez tous les mycètes. Les espèces les plus anciennes, comme certains chytridiomycètes, utilisent plutôt du cholestérol, tandis que les groupes plus évolués, comme les Ascomycota et Basidiomycota, ont adopté l'ergostérol comme stérol dominant.
L'ergostérol semble avoir évolué comme une alternative fongique au cholestérol, en raison des conditions climatiques instables et extrêmes auxquelles les mycètes sont exposés dans leurs niches écologiques, telles que les surfaces végétales et animales ou les sols. Ces milieux, caractérisés par des variations importantes d'humidité, auraient favorisé la sélection de l'ergostérol, malgré son coût énergétique plus élevé par rapport au cholestérol. Son adoption quasi-universelle chez les champignons supérieurs pourrait être liée à sa structure unique, notamment la présence de deux doubles liaisons conjuguées sur son cycle B, qui lui confèrent des propriétés antioxydantes supérieures, renforçant la résistance des lipides membranaires face au stress oxydatif environnemental.
Des études ont montré que l'ergostérol joue un rôle clé dans la résistance des levures aux cycles de dessiccation et de réhydratation, typiques des milieux terrestres.

### Chez les protozoaires
L'ergostérol est également impliqué dans la stabilité et la fluidité des membranes cellulaires de quelques protozoaires, comme les trypanosomes. Cette caractéristique est d'ailleurs exploitée dans certains traitements contre la maladie du sommeil en Afrique occidentale.

## Usages

### Antifongiques
Le rôle central de l'ergostérol dans la structure et la fluidité des membranes cellulaires fongiques, en fait un point d'action privilégié pour de nombreux antifongiques. Son absence chez les animaux permet de développer des traitements ciblant spécifiquement les organismes fongiques.
Un exemple de ce type de fongicide est l'amphotéricine B, qui, en se liant à l'ergostérol, provoque la formation de pores polaires. Cela entraîne une fuite massive d'ions essentiels (principalement K⁺ et H⁺) ainsi que d'autres molécules, conduisant à la mort de la cellule fongique. Bien que son usage ait diminué en raison de ses effets secondaires sévères, elle reste employée pour les infections fongiques graves et certaines infections protozoaires mortelles.
Dans le domaine de la protection des plantes de nombreux fongicides agissent comme inhibiteur de la biosynthèse de l'ergostérol, ils se divisent en deux groupes : ceux du groupe I inhibent la 14-α déméthylase (triazoles, imidazoles et pyrimidines), ceux du groupe II inhibent la Δ8 Δ7 isomérase ou/et la Δ14 réductase (morpholines, pipéridines, spriroxamine).

### Indicateur de biomasse fongique
En écologie et en agriculture, l'ergostérol est utilisé comme marqueur de la présence fongique, permettant d'évaluer la biomasse des champignons dans le sol et les plantes. Cette méthode est précieuse pour surveiller les écosystèmes et détecter les contaminations fongiques.

### Production de vitamine D2
L'ergostérol est produit industriellement à l'aide de levures de bière (Saccharomyces cerevisiae), cultivées en milieu glucidique, ou d'ergot du seigle (Claviceps purpurea). L'ergostérol est ensuite converti en vitamine D2 via des rayonnements UVs, puis utilisée pour réaliser des compléments alimentaires ou enrichir des préparations.